# Bój pod Sierakowem i Laskami
Bój pod Sierakowem i Laskami – wrześniowe walki Grupy Operacyjnej Kawalerii gen. Romana Abrahama z wojskami III Rzeszy; epizod bitwy nad Bzurą (III faza).

## Sytuacja ogólna
Działania polskie
W dniach 13–15 września Armia „Pomorze” przeprowadziła natarcie na Skierniewice i Łowicz, a pod jego osłoną w kierunku Warszawy przegrupowały się pozostałe siły Grupy Armii gen. Tadeusza Kutrzeby. Fiasko polskiego natarcia i odwrót całości Armii „Pomorze" na lewy brzeg Bzury spowodował zacieśnianie się wokół zgrupowania polskich armii pierścienia okrążenia realizowanego przez siedemnaście niemieckich dywizji. 16 września Polacy rozpoczęli przebijanie się z powstałego kotła.
Działania niemieckie
Od rana 18 września XV Korpus Armijny prowadził działania zaczepne mające na celu przecięcie dróg marszu polskich oddziałów, które po przegranej bitwie nad Bzurą dążyły do Modlina i Warszawy. Jego 1 Dywizja Lekka swym zgrupowaniem północnym w składzie I i III dywizjon 4 pułku kawalerii, dywizjon 76 pułku artylerii i 65 batalion czołgów uchwyciła szosę Warszawa – Modlin. Po zajęciu przez 1 DLek. Łomnej, dalszy jej ruch spotkał się z silnym przeciwdziałaniem jednostek polskich. Wobec powyższego siły zgrupowania północnego zawróciły do rejonu Dziekanów – Łomianki. Reszta dywizji stanęła w rejonie Truskaw – Sieraków – Izabelin.

## Działania grupy kawalerii
Dowódca grupy kawalerii gen. Roman Abraham 18 września na swoim stanowisku dowodzenia w leśniczówce koło Janówka przeprowadził odprawę ze wszystkimi dowódcami pułków. Tam też wypracowano decyzję do wyjścia z okrążenia po osi: Janówek – Pociecha – Sieraków – Laski – Wawrzyszew – Warszawa i postawiono pułkom odpowiednie zadania.
W godzinach popołudniowych do działania wyruszył 15 pułk ułanów mjr. Kazimierza Chłapowskiego, wzmocniony plutonem TKS i szwadronem kolarzy. Za nim maszerował 6 pułk ułanów z 1 i 2 baterią 7 dywizjonu artylerii konnej oraz reszta Podolskiej Brygady Kawalerii. W kierunku na Pociechę wymaszerowały także 17. i 9 pułk ułanów.

### Walki pod Sierakowem
Rano 19 września na Sieraków uderzyły koncentrycznie trzy pułki: 17 pułk ułanów atakował wprost na wieś z kierunku północno-zachodniego, 9 pułk ułanów od południowego zachodu, a 14 pułk ułanów od północy. Ubezpieczenie natarcia stanowił 6 pułk ułanów, natomiast 7 pułk strzelców konnych stał w odwodzie. 
Początek działań nie był pomyślny dla atakujących. W chwili rozwijania się, 17 pułk znalazł się w silnym ogniu karabinów maszynowych, prowadzonego z kilku kierunków i z bliskiej odległości. Wśród ułanów powstał zamęt, a szwadrony musiano wycofać na podstawy wyjściowe. Dopiero po ich uporządkowaniu ppłk Wiktor Arnoldt-Russocki poprowadził 17 pułk ponownie do natarcia na Sieraków.  

W tym czasie 9 pułk ułanów uderzył 2. i 4 szwadronem, wzmocnionym plutonem ckm. W drugim rzucie pozostawał 1 szwadron. 3 szwadron rtm. Edwarda Ksyka wszedł do boju już po jego rozpoczęciu. W chwili gdy pierwszy rzut dotarł do południowych zabudowań Sierakowa, z wioski wyszedł kontratak niemieckich czołgów. W zaciętym boju, toczonym na bliską odległość, ułani zniszczyli kilka z nich. Pozostałe pojazdy zawróciły w głąb wsi i do pobliskiego lasu. Polskie szwadrony wdarły się do Sierakowa i walczyły o poszczególne zabudowania.
Nacierający od północy 14 pułk ułanów uderzył trzema szwadronami w pierwszym rzucie. 4 szwadron pozostał w odwodzie. Wsparcie ogniowe zapewniała 3/6 dak. W trakcie prowadzenia natarcia, w lukę między 14. a 6 pułk wszedł pododdział niemieckiej kawalerii zmotoryzowanej wzmocniony czołgami. 1 szwadron, z dużymi stratami, ale zdołał odepchnąć Niemców na południe i uchwycić skraj lasu Smolarz. W tym czasie 2. i 3 szwadron dotarły do północnego skraju Sierakowa i zdobyły pierwsze zabudowania.
W rozstrzygającej fazie boju, z Truskawia i zachodniego występu lasu Izabelin, na skrzydło i tyły związanych walką w Sierakowie polskich oddziałów wyszło około 30 niemieckich czołgów. Skuteczną walkę z nimi podjęły baterie 7. i 6 dak oraz armaty ppanc. Po zniszczeniu kilku czołgów, reszta odjechała z powrotem do lasu Izabelin i do Truskawia. Po zaciętych walkach i przy dużych stratach własnych, około 10:00 wieś została zdobyta. W czasie walki zniszczono kilkanaście czołgów i samochodów nieprzyjaciela oraz wzięto do niewoli około 70 jeńców.
Działający w okolicach Smolarza 6 pułk ułanów powstrzymał napierające od północnego wschodu niemieckie zmotoryzowane pododdziały rozpoznawcze, osłaniając tym samym pułki walczące o Sieraków.

### Atak na Laski
Po opanowaniu Sierakowa, gen. Abraham postanowił natychmiast uderzyć na Laski. W pierwszym rzucie atakować miały 9. i 17 pułk ułanów, a następnie do walki miał wejść 14 pułk ułanów. Wspierać natarcie miały 1 i 2 bateria 7 dywizjonu artylerii konnej i 3/6 dywizjonu artylerii konnej. Odwód stanowić miał 7 pułk strzelców konnych z 3 baterią 7 dywizjonu artylerii konnej.
W szpicy 17 pułk maszerował 1 szwadron porucznika Karwowskiego. Z przecinki leśnej na szwadron wyszły dwa czołgi nieprzyjaciela, które zostały unieruchomione przez pułkowe działka przeciwpancerne. Tuż przed Laskami Niemcy otworzyli silny ogień z broni maszynowej. 1 szwadron doszedł do pierwszych budynków, a do boju włączył się dywizjon 14 pułku ułanów. Tu też atakowały niemieckie czołgi. Jeden z nich unieruchomiono, pozostałe wycofały się.
W tym czasie 2. i 4 szwadron, pod wspólnym dowództwem zastępcy dowódcy pułku ppłk. Wiktora Arnoldt-Russockiego, podeszły do Lasek od strony północno-zachodniej i opanowały skraj miejscowości. Jednak kontratak nieprzyjaciela zmusił polskie szwadrony do wycofania się, a obrona niemiecka wykorzystała budynki Zakładu dla Ociemniałych. W celu spotęgowania uderzenia, gen. Abraham wprowadził do walki odwodowy 7 pułk strzelców konnych. Natarcie nie przyniosło jednak spodziewanego rezultatu. Kawalerzyści nie doczekali się też obiecanej pomocy z garnizonu warszawskiego.

### W kierunku Warszawy
Nie mogąc przełamać niemieckiej obrony w Laskach, gen. Abraham postanowił przenieść kierunek natarcia i uderzać po osi Wólka Węglowa – Młociny – Warszawa. W ciągu dnia zdecydował się przeprowadzić rozpoznanie bojem, atakując z podstaw w rejonie Łuże – las Opaleń – Dąbrowa w kierunku na Wólkę Węglową i Młociny. Główne zadanie w tej fazie miały spełniać szwadrony 14. i 15 pułku ułanów. Natomiast pozostałe siły grupy operacyjnej kawalerii, wychodząc z rejonu Smolarni, przebijać się miały w nocy z 19 na 20 września w szyku pieszym do Warszawy.
Po popołudniu 14 pułk ułanów wyszedł na linię lasu na wysokości Wólki Węglowej. Przed wsią zajęły stanowiska obronne  oddziały niemieckiej kawalerii zmotoryzowanej, wzmocnione czołgami i artylerią z 1 Dywizji Lekkiej. Płk Edward Godlewski podjął wydał komendę do szarży.
15 pułk ułanów wyruszył w kierunku lasku na północ od miejscowości Łuże Leśne. Po zapadnięciu zmroku ułani zsiedli z koni i maszerując w szyku pieszym osiągnęli w godzinach rannych rejon Bielan.
Także maszerujące nocą pozostałe pułki: 7 pułk strzelców konnych, 17 pułk ułanów, 7 dywizjon artylerii konnej z baterią 6 dywizjonu artylerii konnej, a także 3 szwadron pionierów i pluton TKS osiągnęły Bielany.  Do wieczora 20 września do Lasku Bielańskiego dojechały również tabory z rannymi i wozy amunicyjne artylerii.

## Bilans walk
Oddziały grupy operacyjnej kawalerii, które dotarły do Warszawy, posiadały bardzo niskie stany osobowe. Ogółem do 20 września straty Grupy wynosiły około 60% kadry oficerskiej, 40% kadry podoficerskiej i 35% wśród ułanów.

## Wojska
| Pułki                         | Dowódcy                      |
| ----------------------------- | ---------------------------- |
| 7 pułk strzelców konnych      | rtm. Zbigniew Szacherski     |
| 14 pułk Ułanów Jazłowieckich  | płk Edward Godlewski         |
| 6 pułk Ułanów Kaniowskich     | płk kaw. Stefan Liszko       |
| 15 pułk Ułanów Poznańskich    | mjr Kazimierz Chłapowski     |
| 9 pułk Ułanów Małopolskich    | ppłk Klemens Rudnicki        |
| 17 pułk Ułanów Wielkopolskich | ppłk Wiktor Arnoldt-Russocki |

| Dywizja         | Pułk             | Dowódcy                   |
| --------------- | ---------------- | ------------------------- |
| 1 Dywizja Lekka | dowództwo        | gen. Friedrich von Loeper |
| 1 Dywizja Lekka | 4 pułk kawalerii | płk Johann von Ravenstein |